# Gåstjärnskölen
Gåstjärnskölen är ett naturreservat i Mora kommun i Dalarnas län.
Området är naturskyddat sedan 2007 och är 409 hektar stort. Reservatet består av öppna myrar med holmar bevuxna med gamla tallar. Även en liten sumpskog med lövträd ingår.